# Папротня
Папротня (пол. Paprotnia) — сельская гмина (волость) в Польше, входит как административная единица в Седлецкий повет, Мазовецкое воеводство. Население — 2806 человек (на 2004 год).

## Демография
| Перепись                       | Всего   | Всего | Женщины | Женщины | Мужчины | Мужчины |
| ------------------------------ | ------- | ----- | ------- | ------- | ------- | ------- |
| Единицы                        | человек | %     | человек | %       | человек | %       |
| Население                      | 2806    | 100   | 1364    | 48,6    | 1442    | 51,4    |
| Плотность населения (чел./км²) | 34,5    | 34,5  | 16,8    | 16,8    | 17,7    | 17,7    |

## Сельские округа
1. Чарноты
2. Грабовец
3. Холубля
4. Калиски
5. Кобыляны-Козы
6. Корычаны
7. Крынки
8. Ленчицки
9. Лозы
10. Насилув
11. Папротня
12. Плишки
13. Плюты
14. Подавце
15. Жешоткув
16. Скверчин-Ляцки
17. Старе-Трембице
18. Стасин
19. Струсы
20. Трембице-Дольне
21. Трембице-Гурне
22. Уземблы

## Соседние гмины
1. Гмина Беляны
2. Гмина Корчев
3. Гмина Морды
4. Гмина Пшесмыки
5. Гмина Репки
6. Гмина Сухожебры